# Zhu Ying
Zhu Ying, znana także jako Ivy Zhu (chiń. upr. 诸瑛; chiń. trad. 諸瑛; pinyin Zhū Yīng; ur. w 1982 roku w Szanghaju) – chińska sędzia snookerowa. W swojej karierze sędziowała mecze podczas turnieju China Open, UK Championship w 2011 roku oraz Mistrzostwa Świata w Snookerze 2012. Zhu w sezonie 2011/2012 była najmłodszą kobietą sędziującą rozgrywki Main Touru w historii tych rozgrywek oraz pierwszym sędzią snookerowym z Chin. Karierę jako sędzia rozpoczęła w 2001 roku, wcześniej pracowała jako sprzedawczyni. Wyjechała do Wielkiej Brytanii na studia by zdobywać wiedzę i doświadczenie w sędziowaniu.
Podczas mistrzostw świata w 2012 roku Michaela Tabb i Zhu sędziowały oba mecze jednej sesji – co było precedensem. Sędziowała między innymi mecz, podczas którego Stephen Hendry zdobył swój 11 break maksymalny w karierze.
Sędziowała finał PTC3 pomiędzy Benem Woollastonem a Graeme’em Dottem oraz finał Welsh Open 2013 (17 lutego 2013 roku) pomiędzy Stuartem Binghamem a Stephenem Maguire’em.